# Порнограф (фильм)
«Порнограф» (фр. Le Pornographe) — французско-канадский драматический фильм 2001 года режиссёра Бертрана Бонелло.
Фильм получил приз ФИПРЕССИ на Каннском фестивале 2001 года и был номинирован на главный приз Международного кинофестиваля в Стокгольме.

## Сюжет
Франция, 1990-е годы. Жан Лоран — известный в прошлом порнограф, работавший в 1970—1980-х годы и снявший около 40 порнофильмов. Он давно не снимает, ему уже 50 лет, он живёт за счёт жены-архитектора, с ним уже несколько лет не общается его сын Жозеф, узнавший о прошлом занятии отца и порвавший с ним все отношения.
Для того чтобы расплатиться с накопившимися долгами, Жан Лоран решает вернуться в бизнес. Фильм, который ему поручают снять — об охоте мужчин на женщину как на лису. Но всё идёт не так.
Жану постоянно видятся призраки протестов мая 1968 года — тогда, в 1970-е годы, создание порнографии было для него политическим актом, формой сопротивления доминирующему порядку — а теперь чувство человечности искоренено коммерческими импульсами, как художник он чувствует в себе диссонанс с коммерческими требованиями отрасли, и на съёмочной площадке один из его продюсеров берет на себя режиссёрские поводья для решающей сексуальной сцены, кроме того, во время съёмок фильма он встретит сына.

## В ролях

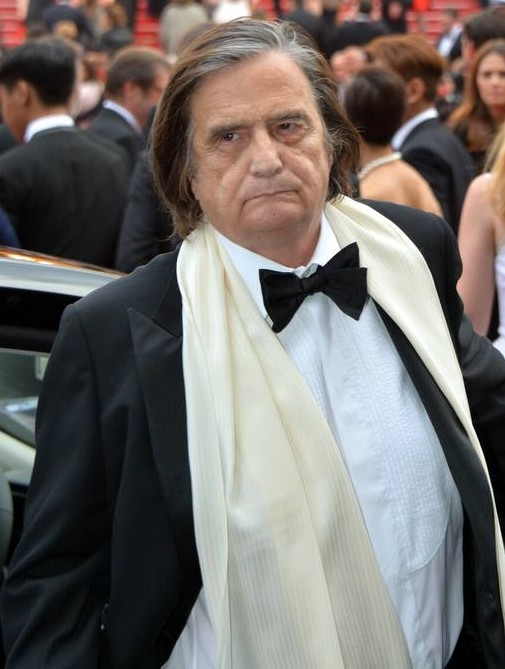
Жан-Пьер Лео, исполнитель главной роли

- Жан-Пьер Лео — Жак Лоран
- Жереми Ренье — Жозеф
- Доминик Блан — Жани
- Катрин Муше — Оливия Роше
- Тибо де Монталамбер — Ришар
- Андре Маркон — Луи
- Алиса Ури — Моника
- Овидии — Жанни
- Лоран Люка — Карл

## Дополнительно
Фильм содержит откровенные сексуальные сцены с участием порноактрис Овидии и Ксандры.
В фильме имеются отсылки к фильмам «Зверь» Валериана Боровчика и «Калигула» Тинто Брасса.
Константин Бандуровский подметил, что фильмы главного героя, «насколько можно судить из представленных фрагментов», напоминают фильмы Валериана Боровчика, при этом заметив параллель: как указывается в фильме, его главный герой снял свой первый порнофильм в мае 1968 года — а Валериан Боровчик в 1969 году снял короткометражку с названием «Порнограф».
Фрагмент, который смотрит Жозеф, пытаясь понять своего отца — из фильма португальского порнографа Жуана Монтейру.

## Критика
Немецкий журнал «Шпигель»: «Бонелло снял провокационный, тихий, поэтический, но и цепляющий фильм». Немецкая газета «Die Tageszeitung»: «необычный взгляд на порноиндустрию».
Режиссёр фильма Бертран Бонелло заметил: «Я знаю, что „Порнограф“ разочаровал тех, кто ждал эротических сцен», по его словам фильм — о Французской революции 1968 года, о том, как она отразилась в судьбе одного человека — режиссёра порнофильмов. Мнение режиссёра разделила и критика:

Фильм о переоценке сексуальной и попыток реальной революции во Франции 1968 года. Идеализм и бескомпромиссность контркультуры против прибыльного порнобизнеса, могущественные воспоминания против скудного настоящего — Бонелло наблюдает за тем, как секс и телесность стали товаром и что в этой суматохе остаётся делать автору.

«Порнография», которую когда-то снимал главный герой, нагруженная отношениями и эмоциями, «скучная», по нынешним меркам, — в лучшем случае сошла бы за легкую эротику, а скорее попала бы в рубрику «классика мирового кино». Первый порнографический фильм он снял в мае 1968-го, и с тех пор для него порнография стала формой сопротивления «капитализму, который порождает кризисы, которые порождают войны», и в куда большей мере сопротивлением буржуазной вульгарности. Однако порнография вовсе не оказывается универсальной формой сопротивления. Она превращается из непристойного в допустимую форму энтертеймента — становится выхолощенной, конвертируется в деньги и в эквивалентную им форму буржуазного времени.— Константин Бандуровский
Также тема фильма расценивается как исследование кризиса среднего возраста:

«Порнограф» использует свое провокационное название и хардкор-кадры просто в качестве фона для довольно типичного исследования мужского кризиса в середине жизни. Когда вы на пенсии и у вас заканчиваются средства, вам часто приходится возвращаться на рабочее место, которое вы оставили так много лет назад. Когда вы привыкли к порно 60-х и 70-х годов, а современная порноиндустрия теперь отказалась от всех предлогов сюжета, стиля и содержания для хардкорного секса, это может оказаться тревожным опытом.

## Цензура
Фильм без изменений вышел в прокат в 12 странах, однако, Британский совет по классификации фильмов вырезал из фильма 12-секундную сцену, при этом этот фильм послужил поводом для усиления цензуры кинофильмов, выходящих на широкие экраны Великобритании.

## Комментарии
1. ↑  фильм длительностью 5 мин. 26 сек. детально изображает работу фонографа на фоне портрета девушки. В итоге воск, смазывающий валики устройства, заканчивается — фонограф ломается.